# John Riggi

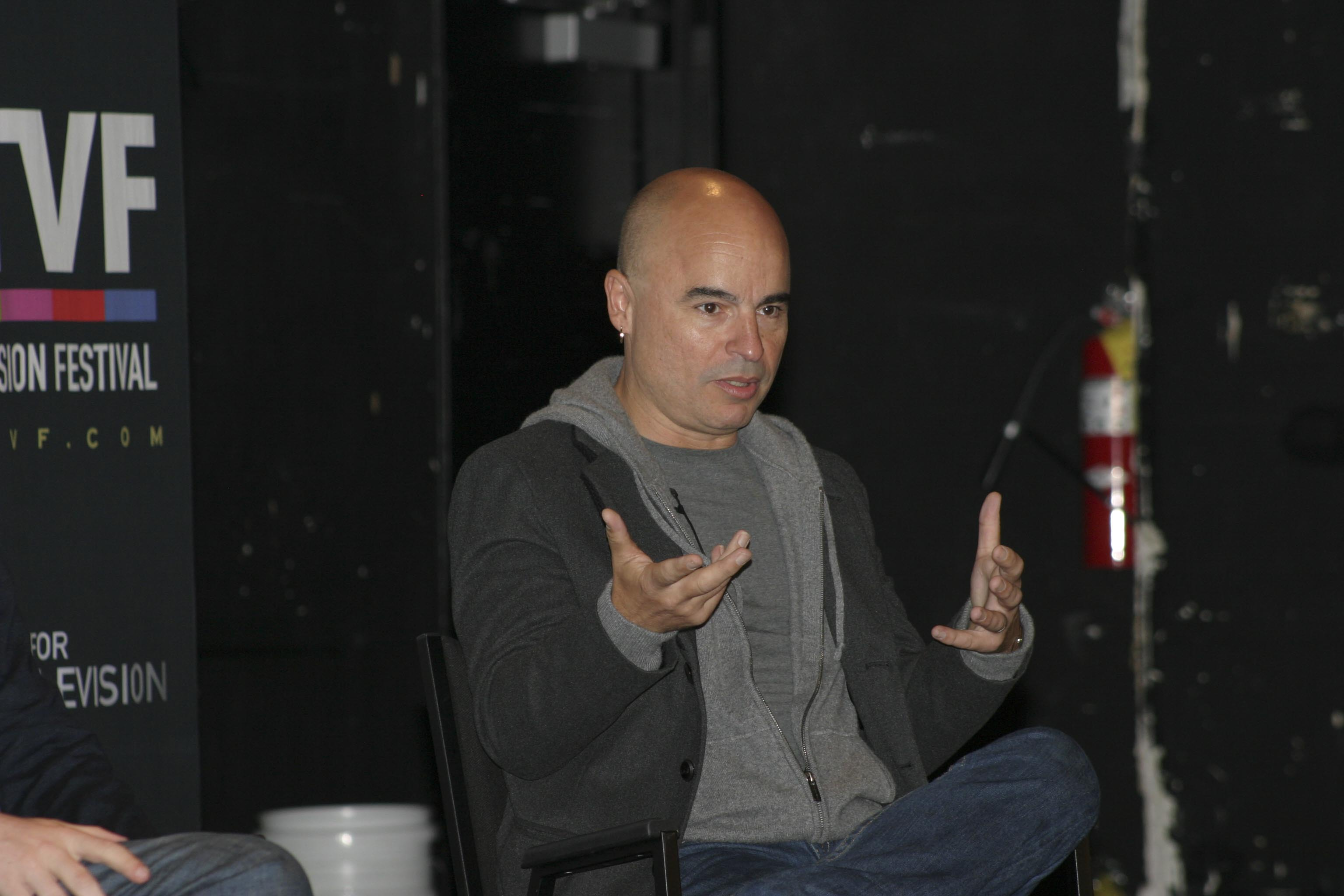
John Riggi.

John Riggi é um escritor de televisão, produtor, director e actor americano que já trabalhou em vários programas de televisão.
Ele trabalhou como escritor na série de comédia da NBC, 30 Rock. Ele foi nomeado para o Writers Guild of America Award de Melhor Série Dramática em Fevereiro de 2009 por seu trabalho na terceira temporada de 30 Rock.